# 波赫丹尼夫卡 (別爾江斯克區)
47°6′21″N 36°2′49″E / 47.10583°N 36.04694°E
波赫丹尼夫卡（烏克蘭語：Богданівка）是位於烏克蘭東南部的村莊，由扎波羅熱州別爾江斯克區的切爾尼希夫卡市鎮負責管轄。該村處於阿潘雷河畔，始建於1835年，面積2.28平方公里，海拔高度116米，2001年人口678。